# Flagstaff Area National Monuments
Les Flagstaff Area National Monuments sont trois monuments nationaux américains dans le comté de Coconino, en Arizona : le Wupatki National Monument d'une part, le Sunset Crater Volcano National Monument et le Walnut Canyon National Monument d'autre part. Situés respectivement à l'est et au nord du centre-ville de Flagstaff, ils sont gérés collectivement par le National Park Service. Ils comptent plus de 3 000 sites archéologiques répartis au sein d'environ 170 km2 d'aire protégée et ils constituent ensemble un International Dark Sky Park depuis 2016.